# 밥버거
밥버거는 밥을 햄버거의 빵처럼 두 덩이로 나누어서 사이에다가 반찬 토핑물을 넣어 햄버거처럼 만들어서 먹는 음식이다. 간편식이라는 특성상 밥버거는 식사대용으로 유용하고 매우 편리하다는 장점이 있다. 주먹밥과 모양 및 맛이 유사하다.

## 같이 보기
- 라이스버거
- 주먹밥
- 봉구스밥버거
- 밥
- 햄버거